# Удмуртия (издательство)
АУ УР "Книжное издательство «Удмуртия» — издательство, расположенное в Ижевске. Выпускает художественную, детскую, учебную, краеведческую, справочную, научную, научно-популярную литературу. Книги издаются на русском и удмуртском языках.

## История
Издательство «Удмуртия» было создано в сентябре 1919 года как издательский отдел Удмуртского комиссариата при Наркомнаце РСФСР. Первые книги вышли в 1920 году.
Отдел, возглавляемый поэтом, учёным, общественным деятелем К. П. Чайниковым, более известным под псевдонимом Кузебай Герд, издавал на удмуртском языке русскую и мировую классику, произведения удмуртских писателей. За 1920-й год было выпущено несколько десятков изданий общим тиражом более 2 миллионов экземпляров.
В 1922 году на базе отдела образовалось Вотское кооперативное издательское товарищество «Удкнига». Увидели свет многие популярные в то время книги и брошюры для крестьян и рабочих, среди которых: «Грамматика удмуртского языка» С. П. Жуйкова (1923), «Первоначальный учебник вотяцкого языка для русских» (1924), книга Н. А. Рубакина «Кыр животъёслэн ужъёссы сярысь» («Рассказы о делах в царстве животных») в переводе М. Ильина (1924). Появились первые библиотечные серии: «Ленинская библиотечка», «Обязательные книги для крестьян», «Дешевые книги по медицине» и др.
В 1931 году «Удкнига» была преобразована в Удмуртское государственное издательство «Удгиз».
С апреля 1964 года книжное предприятие носит название «Удмуртия».
За 95 лет своего существования издательство «Удмуртия» выпустило свыше 9000 наименований книг, учебников, брошюр на русском и удмуртском языках общим тиражом более 90 млн экз.
Ежегодно выходит в свет около 50—70 изданий разного жанра и тематики. Появились новые серии: «Память Удмуртии», «Русская классика на удмуртском языке», «Феномен Удмуртии», «Моя малая Родина», «Человек. Писатель. Время» и др. 
В 2019 году в зале заседаний Государственного Совета УР состоялось торжественное мероприятие, посвящённое 100-летию книжного издательства «Удмуртия». В нём приняли участие Председатель Государственного Совета Алексей Прасолов, руководитель постоянной комиссии парламента по науке, образованию, культуре, национальной, молодёжной политике и спорту Татьяна Ишматова, депутаты Госсовета, члены Правительства республики, Почётные граждане Удмуртии, ветераны и работники издательства, литераторы и читатели, представители Ассоциации книгоиздателей России, национальных книжных издательств Урала, Поволжья, а также гости из Москвы, Екатеринбурга, Тюмени, Кирова. 
Значительное место занимает издание избранных произведений на русском и удмуртском языках — русской, советской и мировой классической литературы. В разные годы увидели свет произведения русских и удмуртских писателей и поэтов, ставшие впоследствии национальной классикой, многие из которых стали национальной гордостью. Это произведения Ф. И. Васильева, М. А. Коновалова, Т. А. Архипова, Э. Батуева, В. А. Болтышева, В. М. Ванюшева, И. Г. Гаврилова, Айво Иви, Кедра Митрея, М. И. Федотова, Ашальчи Оки, С. П. Широбокова, С. А. Самсонова, О. А. Поскрёбышева, Ф. Г. Кедрова, М. А. Коновалова, Г. Д. Красильникова, М. А. Лямина, В. К. Семакина, З. А. Богомоловой, Е. Е. Загребина, О. Н. Хлебникова, Е. Ф. Шумилова, В. И. Емельянова, М. П. Петрова, Г. С. Медведева, А. И. Вепрёва, В. Ар-Серги, К. Е. Ломагина, С. В. Матвеева, Л. Д. Кутяновой и др.
Сотрудничает со многими предприятиями, организациями и ведомствами, при поддержке которых публикуются книги современных русских и удмуртских литераторов, живущих в республике О. Ведровой, В. Голубева, А. Ельцова, А. Карпова, Л. Кривошеева, А. Диевой, Паздериной, А. Пушкиной, Ю. Разиной и др.

## Современность
В 2020 году было выпущено 75 изданий общим тиражом 44,6 тыс. экз., из них 48 изданий на удмуртском языке.
Книга «Удмурты. На земле древних алангасаров» получила федеральный грант, а затем вошла в Топ-50 лучших региональных изданий РФ по итогам конкурса Ассоциации книгоиздателей РФ «Лучшие книги года – 2020», также отмечена дипломом Лиги книгоиздателей России.
В 2021 году издательством «Удмуртия» выпущено 46 изданий общим тиражом 35 тысяч экземпляров. Из них 22 издания на удмуртском языке, 5 изданий двуязычных, 1 — на бесермянском языке. Впервые в истории не только удмуртской, российской, но и мировой культуры вышла отдельная книга на бесермянском языке. Это сборник художественно-документальной прозы «Вортча мадьёс» («Ворцинские сказы»). 
По контракту с Министерством образования и науки Удмуртской Республики было выпущено 19 названий учебников и учебных пособий.  Из них 12 новых учебных пособий.
В 2021 году издательство «Удмуртия» очередной раз получило финансовую поддержку и на федеральном уровне. Две работы — «Удмуртия от А до Я» и «Удмурты. Зов языческих предков» удостоены грантов Министерства цифрового развития, связи и массовых коммуникаций Российской Федерации.
Издательство «Удмуртия» принимает участие в ежегодном российском фестивале «Красная площадь». 

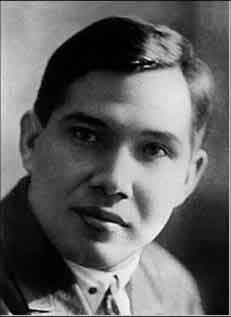
К. П. Чайников (1898—1937) — первый руководитель издательского отдела Удмуртского комиссариата

## Руководители издательства
- М. И. Волков (1930 — 1934, по другим данным 1932 — 1937)
- М. П. Петров (1945 — 1947)
- П. М. Яшин (1961 — 1975)
- И. М. Васильев (1980 — 1999)
- Ю. В. Кузнецов (с 2001)

## Награды
- 1989 — Государственная премия УАССР за подготовку и выпуск фотоальбома «Удмуртское народное искусство» (автор-составитель К. М. Климов, фотограф М. В. Егоров).
- Лауреат Х Конкурса Ассоциации книгоиздателей России (АСКИ) «Лучшие книги 2000 года» — за создание первой национальной региональной энциклопедии «Удмуртская Республика».
- Денежная премия фонда им. И. Д. Сытина.
- 2019 – Два Президентских диплома в конкурсе книги в рамках XIII  Международной книжной выставки-ярмарки "Книга – путь сотрудничества и прогресса (5-6 ноября 2019 года, Ашхабад, Туркменистан) за книги "Удмурты. Тайна тамги" (Составитель Г. Г. Грязев, дизайнер В. Ю. Семенов, руководитель проекта Ю. В. Кузнецов) и "Музей-заповедник "Лудорвай" (Составитель Г. В. Тарануха, дизайнер В. Ю. Семенов).
- 2020 — Дипломом лауреата и статуэткой победителя в номинации «Издание, вносящее вклад в диалог культур» отмечена работа «Удмуртская народная кухня» (сост. Г. И. Соковнин, дизайнер В. Ю. Семёнов). Книга «Секреты удмуртских мастеров» (сост. Г. Г. Грязев, дизайнер В. Ю. Семенов), презентация которой прошла в марте этого года в Доме Дружбы народов Ижевска, получила диплом лауреата в номинации «Лучшая книга о России»[8].
- 2022 — Ассоциация книгоиздателей России (АСКИ) объявила в список лучших региональных книг РФ 2021 года: в список вошла работа издательства «Удмуртия» «Удмурты. Зов языческих предков» (составитель Георгий Грязев, дизайнер Валентин Семёнов, руководитель проекта Юрий Кузнецов)[9].
- 2023 – Диплом  I степени на IX межрегиональном фестивале национальной книги "Читающий мир" в Рязани за книгу "История Удмуртии. От каменного века до эры космоса" (Составитель  Г. Г. Грязев, дизайнер В. Ю. Семенов, руководитель проекта Ю. В. Кузнецов).
- 2023 – Диплом  I степени в Международном конкурсе "Лучшая книга на родине Урал-батыра" в рамках  I Международной книжной ярмарки "Китап-Байрам" в Уфе за книгу "Удмурты. Наследие древних воршудов" (Составитель Г. Г. Грязев, дизайнер В. Ю. Семенов, руководитель проекта Ю. В. Кузнецов).
- 2024 – Диплом  I степени в Международном конкурсе "Лучшая книга на родине Урал-батыра" в рамках  II Международной книжной ярмарки "Китап-Байрам" в Уфе за книгу удмуртских сказок "Куке но соку" (Давным-давно)  (Составитель Ю. В. Кузнецов).
- 2024 – Диплом  I степени на X межрегиональном фестивале национальной книги "Читающий мир" в Рязани за книгу "Удмурты. Народное искусство" (Составитель  Г. Г. Грязев, дизайнер В. Ю. Семенов, руководитель проекта Ю. В. Кузнецов).
- 2024 –  Диплом победителя конкурса «Лучшие издания по истории России и её регионов» (г. Москва)  в основной номинации «Книги для детей» за книгу «История Удмуртии. От каменного века до эры космоса»  (Составитель  Г. Г. Грязев, дизайнер В. Ю. Семенов, руководитель проекта Ю. В. Кузнецов).
- 2024 – Государственная премия УР за вклад в сохранение и развитие культуры удмуртского народа через книгоиздательскую деятельность (внештатный художник В. Л. Белых, главный редактор Г. Г. Грязев, директор Ю. В. Кузнецов, книжный дизайнер В. Ю. Семенов, корректор А. П. Татаркина).
- Около 30 изданий удостоены дипломов Всесоюзного и Всероссийского конкурсов «Искусство книги»[10].
- Почётные грамоты, дипломы, благодарственные письма[11].